# Aspirator (pumpa)
Aspirator ili Venturijeva/vakuum-/filtar-pumpa je uređaj koji proizvodi vakuum putem Venturijevog efekta. On je aspirator fluida (tečnosti ili gasova) koji teku kroz cev koja se zatim sužava. Kad se cev suzi, brzina fluida poraste, a kao posledica Venturijevog efekta, njegov pritisak opadne. Vakuum se uzima sa tog mesta.

## Operacija
Jednostavan i jeftin vodeni aspirator je najčešći tip aspiratora. On se koristi u hemijskim i biološkim laboratorijama. Ovaj uređaj se sastoji od Te-račve, koja se pričvršćuje za slavinu. Ona ima priključak za odvodno crevo na drugoj strani. Voda se propušta kroz pravi deo cevi, koja ima suženje na račvi, gde se priključuje i usisno crevo.